# Verkhivtseve
Verkhivtseve (ukrainsk: Верхі́вцеве, tr. Verkhívtseve, ukrainsk udtale: [werˈxiu̯tsewe]  ( hør); russisk: Верхо́вцево, tr. Verkhóvtsevo) er en by i Ukraine. Byen har en befolkning på omkring 9.948 (2022) indbyggere. I 2001 var indbyggertallet 10.142.
Verkhivtseve ligger ved floden Mokra Sura, en biflod til floden Dnepr. Den fik status som by i 1956. Verkhivtseve er sæde for administrationen af Verkhivtseve byhromada, en af hromadaerne i Ukraine. Den ligger i Kamjanske rajon i Dnipropetrovsk oblast (provins). Indtil 18. juli 2020 hørte Verkhivtseve til Verkhnodniprovsk rajon. Rajonen blev afskaffet i juli 2020 som en del af den administrative reform i Ukraine, som reducerede antallet af rajoner i Dnipropetrovsk oblast til syv. Området Verkhnodniprovsk rajon blev slået sammen med Kamjanske rajon.

## Geografi
Området er hovedsageligt  skovklædt. Syd for byen udspringer Saksahan, en 144 km lang biflod til Inhulets, og Mokra Sura, en 138 km lang biflod til Dnepr. Den nærmeste større by er Kamjanske, 34 km væk. Rajonhovedstaden Verkhnjodniprovsk ligger 18 km nordpå og oblastcentret Dnipro ligger 54 km øst for Verkhivtsev. Verkhivtseve har en jernbanestation.  